# Fesenmeier Brewing Company
Die Fesenmeier Brewing Company war eine US-amerikanische Brauerei in Huntington. Das Unternehmen wurde 1899 als West Virginia Brewing Company gegründet, im Jahr 1968 verkauft und in den 1970er Jahren abgerissen.

## Geschichte
Michael Fesenmeier war ein deutscher Brauer, der Mitte des 19. Jahrhunderts in die USA emigriert war und in Huntington eine Landwirtschaft betrieb. Neben der Farm betrieben er und seine Söhne Michael, John, Andrew und George auch die Cumberland Brewing Company in Cumberland im Bundesstaat Maryland.
1899 kaufte die Brüder Michael, John und Andrew zusammen mit dem Investor und ihrem Schwager John Kearney die American Brewing Company in Central City in der Nähe von Huntington und gründeten die West Virginia Brewing Company. John Fesenmeier wurde ihr erster Braumeister, John Kearney ihr erster Präsident. Die Brüder Michael, Andrew und George blieben in Maryland.
Um den Markt in Huntington zu erreichen, musste das Bier über unbefestigte Pfade von Central City nach Huntington transportiert werden. Bei schlechtem Wetter waren diese zu manchen Jahreszeiten unpassierbar. Zwar behalf man sich eine Zeit lang mit einem Lagerhaus auf der Hälfte des Weges, in welchem Bier und Eis zwischengelagert werden konnten, jedoch war dies aufgrund des steigenden Produktionsvolumens nur eine temporäre Lösung. Erst durch die Errichtung einer Straße zwischen Huntington und Central City war das Problem gelöst, auch wenn ein kleiner Teil des Weges nach wie vor unbefestigt blieb, da er sich außerhalb der Regierungsbezirke beider Städte befand. Dieser Teil wurde „Neutral Strip“ oder, im Volksmund, „Noodle Strip“ genannt. Dieser wurde erst später mit der Eingliederung von Central City durch Huntington geschlossen.
1905 zerstörte ein Feuer die West Virginia Brewing Company. Nach einem Jahr Renovierungsarbeiten konnte sie den Betrieb wieder aufnehmen. Acht Jahre später wurde sie erneut von einer Naturkatastrophe getroffen: Eine Flut beschädigte einen Großteil der Anlagen.
Mit dem Beginn der Prohibition wurde der Brauereibetrieb der West Virginia Brewing Company eingestellt – kurz zuvor waren ihre Anlagen zur Brauerei in Cumberland verlegt worden. Der Brauereikomplex wurde daraufhin 1916 zu einer Verpackungsfirma für Fleischprodukte umgebaut und agierte als Fesenmeier Packing Company. Darüber hinaus wurde weiterhin industriell gefertigtes Eis hergestellt und vertrieben.
John J. Fesenmeier starb im Jahr 1920. Michael L. Fesenmeier, einer der in Maryland verbliebenen Brüder, übernahm den Betrieb der Firma. Mit dem Ende der Prohibition kehrte er nach Cumberland zurück und wurde am 25. März 1933 Präsident der Cumberland Brewing Company.
Als es absehbar war, dass die Prohibition enden würde, konnten die Anlagen der Brauerei wieder auf den Brauereibetrieb umgestellt werden. Da sie mittlerweile veraltet waren, mussten sie für 300.000 US-Dollar erneuert werden. J. Franklin Fesenmeier, Sohn von John Fesenmeier, wurde neuer Präsident der West Virginia Brewing Company. Um sich auf den Tag der Ende der Prohibition vorzubereiten, wurde begonnen, Bier auf Lager zu produzieren, um erneut in das Biergeschäft einsteigen zu können und die Nachfrage erfüllen zu können. Am 5. Mai 1934 waren circa 250.000 Gallonen Bier gelagert. Die West Virginia Brewing Company wurde feierlich in Fesenmeier Brewing Company umbenannt.
In der Folgezeit erlebte die Brauerei erfolgreiche Zeiten, welche von Umsatz- und Produktionswachstum gekennzeichnet waren. 1939 wurde die Marke West Virginia Special Sparkling Ale eingeführt, 1941 die Marke West Virginia Pilsner Beer. Während des Zweiten Weltkriegs musste die Brauerei kriegsbedingte Restriktionen im Einkauf von Rohstoffen hinnehmen, kommunizierte dies jedoch als notwendige Maßnahme in ihrer Werbung. Erneut wurden die Anlagen runderneuert, um für den Bedarf nach dem Krieg gerüstet zu sein. Im Jahr 1949 wurde in der Fesenmeier Brewing Company ein Jahresabsatz von 60.000 Barrel Bier erreicht.
Die Fesenmeiers kämpften weiterhin mit Kommunal- und Bundesstaatsgesetzen zum Alkoholgenuss, welche sich in den anliegenden Bundesstaaten unterschieden. In Kentucky und Ohio durfte Bier mit vollem Alkoholgehalt verkauft werden, während West Virginia nur alkoholreduziertes Bier erlaubte. Zudem entschlossen sich einige Countys in Kentucky dazu, den Verkauf von alkoholischen Getränken trotz des Endes der Prohibition zu stoppen („dry counties“). Bewohner dieser Countys mussten die Staatsgrenze nach Ohio überqueren, um Fesenmeier-Bier zu kaufen.
Die Brauerei konnte sich jedoch trotz ihrer guten Marktstellung nicht gegen größere, landesweit agierende Brauereien wie Anheuser-Busch durchsetzen. Die Fesenmeier Brewing Company wurde 1968 an den Geschäftsmann Robert Holley verkauft, welcher sie in Little Switzerland Brewing Company umbenannte. Sein Plan war es, die Brauerei als Touristenattraktion zu vermarkten. Hierfür ließ er die Fassade der Brauerei nach „Schweizer Stil“ renovieren. Der Plan scheiterte jedoch und Holley musste 1971 Insolvenz anmelden. Die Brauerei wurde in einer öffentlichen Versteigerung an einen Brauer aus Columbus verkauft, welcher die Brauerei schloss. Sie wurde daraufhin abgerissen, um Platz für ein Einkaufszentrum zu schaffen.
Auch die Cumberland Brewing Company der Fesenmeiers konnte sich nicht auf dem Markt behaupten. Bis 1958 agierte sie als eigenständige Brauerei, als sie von der Queen City Brewing Company, ebenfalls eine in Cumberland ansässige Brauerei, akquiriert wurde. Im April 1969 wurde jedoch auch sie geschlossen. Ihre Marken wurden in das Portfolio der Queen City Brewing Company aufgenommen, der Großteil des Brauereikomplexes wurde abgerissen.